# Jan Kemény

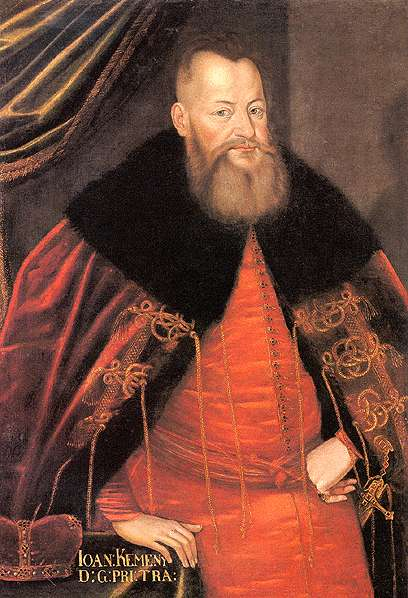
Jan Kemény

Jan Kemény de Magyargyerőmonostor (Magyarbükkös, 1607 - Nagyszőllős, 23 januari 1662) was een Hongaars edelman, militair, schrijver en vorst van Zevenburgen. 

## Leven
Kemény studeerde in Alba Iulia en was sinds 1622 page aan het hof van Gabriël Bethlen, die hem herhaaldelijk voor politieke missies naar het buitenland uitzond. Na Bethlens dood in 1629 behoorde Kemény aanvankelijk tot de partij van Bethlens weduwe, maar liep over naar George I Rákóczi. Hij nam deel aan de Hongaarse veldtocht in 1644-1645 en had een wezenlijk aandeel bij het afsluiten van de Vrede van Linz (1645) met de Rooms-Duitse keizer Ferdinand III.
Onder George II Rákóczi leidde hij een luisterrijke veldtocht aan de Moldova, maar werd in 1657 door de Tataren gevangen genomen tijdens de Poolse veldtocht. Hij bracht 2 jaar in gevangenschap door op de Krim. Na de dood van George II Rákóczi in 1661 werd Kemény vorst van Zevenburgen, maar sneuvelde op 23 januari 1662 al bij Nagyszőllős in de strijd tegen de Turken, bondgenoten van Michaël I Apafi, die zelf het Zevenburgse vorstendom ambieerde.